# Keith Barry
Keith Patrick Barry, född 1976 i Waterford, Irland, är en irländsk illusionist, mentalist och close-up-magiker.